# Hendrik van Haestens

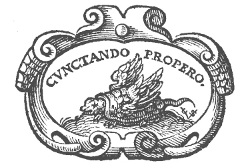
Drukkersmerk van Hendrik van Haestens met als motto: cunctando probero, 'ik haast me langzaam'.

Hendrik Lodewijksz van Haestens, gelatiniseerd Henricus Ludovici ab Haestens of Henricus Hastenius (Wachtendonk, ca. 1566 – Leuven, ca. 1629) was een uitgever, boekdrukker en auteur in de Nederlanden.

## Leven
Van Haestens werd geboren in Rubbekerhoeven bij Wachtendonk, toen gelegen in het hertogdom Gelre. Hij werkte in de Antwerpse drukkerij van Christoffel Plantijn en vestigde zich in 1596 als zelfstandig uitgever-drukker in Leiden. Met Jan Orlers () schreef hij een aantal lofwerken op Maurits en andere Oranjes. Ook publiceerde hij een verslag over het Beleg van Oostende, dat lange tijd niet op waarde is geschat. Vanwege schulden en wellicht religieuze motieven vertrok Van Haestens naar het Zuiden. Hij werd katholiek en vestigde zich te Leuven, waar hij eind 1621 een voorlopige aanstelling kreeg als officiële uitgever-drukker van stad en universiteit. Deze werd begin 1622 definitief. Hij was eerst gevestigd op de Keizersberg bij Erycius Puteanus en dan in het Tafelrond op de Grote Markt. Na zijn dood zette zijn weduwe de zaak tot circa 1639 voort.

## Publicaties
Als auteur publiceerde Van Haestens de volgende werken:
- Den Nassauschen Lauren-crans. Beschrijvinghe ende af-beeldinge van alle de Victorien, so te Water als te Lande, die Godt Almachtich de Eedele Hooch-mogende Heeren Staten der Vereenichde Neder-landen verleent heeft, deur het wijs ende clouck beleyt des Hooch-ghebooren Fursts Maurits van Nassau, uyt gegeven tot een eewige memorie, Leiden, 1610 (met Jan Orlers)
- De bloedige ende strenge belegheringhe der stadt Ostende in Vlaenderen, Leiden, 1613
- Beschrijvinghe des machtigen Heyrtochts uyt Hollandt nae Vlanderen gedaen by de Hoogm. Heeren STATEN GENERAEL der vereenichde Nederlanden, Leiden, 1614
- La nouvelle Troye ou Histoire du siège d'Ostende, Leiden, 1615

## Trivia
De Short Title Catalogus Vlaanderen (de online retrospectieve bibliografie van boeken die vóór 1801 gedrukt werden op het grondgebied van het huidige Vlaanderen en Brussel) gebruikt het drukkersmerk van van Haestens als logo.

## Voetnoten
1. ↑  Talrijke naamvarianten: Henrick Lodewijcksz van Haestens, Heyndrick (Lodewijcksz) van Haestens, Henrick Haestens, Henrijck Haestens, Henrichen von haestens, Henrick van Hastens, Hendrick van Haesten, Henricus Ludovici ab Haestens, Henricus Hastenius, Henricus Hastenius

- Biblioteca Nacional de España: XX5031282
- Bibliothèque nationale de France: cb12125304f (data)
- Catàleg d'autoritats de noms i títols de Catalunya: 981058519465706706
- Gemeinsame Normdatei: 122902629
- International Standard Name Identifier: 0000 0001 1215 8321
- Library of Congress Control Number: n85112025
- Nationale Bibliotheek van Israël: 987007432934405171
- Nationale en Universitaire bibliotheek Zagreb: 000238440
- Nederlandse Thesaurus van Auteursnamen: 069566488
- Réseau des bibliothèques de Suisse occidentale: 02-A025874468
- Istituto Centrale per il Catalogo Unico: CFIV162799
- Système universitaire de documentation: 073730580
- Virtual International Authority File: 163327280
- WorldCat: E39PBJbWC9Fh9T6bQKtk7GdJDq